# When I'm Gone (single van Eminem)
"When I'm Gone" is de eerste single van Eminem's hitcompilatie uit 2005, genaamd Curtain Call: The Hits. De track werd geschreven en geproduceerd door Eminem zelf en was een commercieel succes. "When I'm Gone" gaat over het effect van zijn carrière op de relatie met zijn vrouw en dochter, en wordt beschouwd als een van Eminem's beste nummers op lyricaal gebied.

## Charts
| Chart                           | Hoogste positie |
| ------------------------------- | --------------- |
| Australische ARIA Single Top 50 | 1               |
| Belgische Ultratop 50           | 8               |
| Duitse Single Top 100           | 6               |
| Engelse Single Top 75           | 4               |
| Finse Single Top 20             | 3               |
| Ierse Single Top 50             | 5               |
| Nederlandse Top 40              | 6               |
| Nieuw-Zeeland Top 40            | 2               |
| Noorse Single Top 20            | 4               |
| Oostenrijkse Single Top 75      | 7               |
| United World Chart              | 5               |
| VS Billboard Hot 100            | 8               |
| Zweedse Single Top 60           | 5               |
| Zwitserse Single Top 100        | 7               |

| "When I'm Gone" in de Billboard Hot 100 | "When I'm Gone" in de Billboard Hot 100 | "When I'm Gone" in de Billboard Hot 100 | "When I'm Gone" in de Billboard Hot 100 | "When I'm Gone" in de Billboard Hot 100 | "When I'm Gone" in de Billboard Hot 100 | "When I'm Gone" in de Billboard Hot 100 | "When I'm Gone" in de Billboard Hot 100 | "When I'm Gone" in de Billboard Hot 100 | "When I'm Gone" in de Billboard Hot 100 | "When I'm Gone" in de Billboard Hot 100 | "When I'm Gone" in de Billboard Hot 100 | "When I'm Gone" in de Billboard Hot 100 | "When I'm Gone" in de Billboard Hot 100 | "When I'm Gone" in de Billboard Hot 100 | "When I'm Gone" in de Billboard Hot 100 | "When I'm Gone" in de Billboard Hot 100 | "When I'm Gone" in de Billboard Hot 100 | "When I'm Gone" in de Billboard Hot 100 |
| Week                                    | 1                                       | 2                                       | 3                                       | 4                                       | 5                                       | 6                                       | 7                                       | 8                                       | 9                                       | 10                                      | 11                                      | 12                                      | 13                                      | 14                                      | 15                                      | 16                                      | 17                                      | 18                                      |
| --------------------------------------- | --------------------------------------- | --------------------------------------- | --------------------------------------- | --------------------------------------- | --------------------------------------- | --------------------------------------- | --------------------------------------- | --------------------------------------- | --------------------------------------- | --------------------------------------- | --------------------------------------- | --------------------------------------- | --------------------------------------- | --------------------------------------- | --------------------------------------- | --------------------------------------- | --------------------------------------- | --------------------------------------- |
| Nummer                                  | 87                                      | 69                                      | 25                                      | 8                                       | 8                                       | 16                                      | 19                                      | 17                                      | 23                                      | 20                                      | 25                                      | 38                                      | 37                                      | 44                                      | 56                                      | 74                                      | 91                                      | uit                                     |

| "When I'm Gone" in de Nederlandse Top 40 | "When I'm Gone" in de Nederlandse Top 40 | "When I'm Gone" in de Nederlandse Top 40 | "When I'm Gone" in de Nederlandse Top 40 | "When I'm Gone" in de Nederlandse Top 40 | "When I'm Gone" in de Nederlandse Top 40 | "When I'm Gone" in de Nederlandse Top 40 | "When I'm Gone" in de Nederlandse Top 40 | "When I'm Gone" in de Nederlandse Top 40 | "When I'm Gone" in de Nederlandse Top 40 | "When I'm Gone" in de Nederlandse Top 40 | "When I'm Gone" in de Nederlandse Top 40 | "When I'm Gone" in de Nederlandse Top 40 | "When I'm Gone" in de Nederlandse Top 40 |
| Week                                     | 1                                        | 2                                        | 3                                        | 4                                        | 5                                        | 6                                        | 7                                        | 8                                        | 9                                        | 10                                       | 11                                       | 12                                       | 13                                       |
| ---------------------------------------- | ---------------------------------------- | ---------------------------------------- | ---------------------------------------- | ---------------------------------------- | ---------------------------------------- | ---------------------------------------- | ---------------------------------------- | ---------------------------------------- | ---------------------------------------- | ---------------------------------------- | ---------------------------------------- | ---------------------------------------- | ---------------------------------------- |
| Nummer                                   | 27                                       | 20                                       | 11                                       | 7                                        | 6                                        | 6                                        | 8                                        | 13                                       | 14                                       | 26                                       | 27                                       | 39                                       | uit                                      |